# Martin Henriques
Marcus Ruben Henriques, mest kendt som Martin Henriques,
(født 26. december 1825 i København, død 25. juni 1912 i Klampenborg) var en dansk-jødisk vekselmægler.
Han var søn af vekselerer Ruben Henriques Jr. og hans anden hustru Jeruchim (Jorika), født Melchior og bror til kunstmalerne Nathan, Samuel og Sally Henriques.
I 1851 overtog Martin Henriques og broderen Aron Henriques Københavns største vekselerfirma på Højbro Plads, som faderen havde grundlagt 1801.
Familjen Henriques boede på første sal i Brønnums Hus ved Kongens Nytorv, som Martin Henriques havde købt sammen med Bernhard Hirschsprung, lige efter at det blev bygget i 1866. Han var gift med Therese (født Abrahamson), og parret fik seks børn.
Familjens hjem besøgtes af fremtrædende kulturpersonligheder, heriblandt balletmester August Bournonville og komponisterne Niels W. Gade, J.P.E. Hartmann og Edvard Grieg.
Therese Henriques spillede klaver og på Edvard Lehmanns maleri En musikaften hos vekselmægler Henriques ses nogle af familiens venner, heriblandt balletdanserinden Juliette Price. Forfatteren H.C. Andersen var også en fast gæst i hjemmet. Parret boede i lejligheden til deres død.
Henriques er afbildet på P. S. Krøyers maleri Fra Københavns Børs.